# Марк Сноу
Марк Сноу (англ. Mark Snow), при рождении Мартин Фалтерман (англ. Martin Fulterman; 26 августа 1946, Нью-Йорк — 4 июля 2025, Коннектикут) — американский композитор, специализирующийся на фильмах и телевидении.

## Биография
Сноу окончил Джульярдскую школу в Нью-Йорке. Он был соучредителем нью-йоркского ансамбля рок-н-ролла (англ. New York Rock & Roll Ensemble).
Одна из его самых известных работ — музыкальная тема для научно-фантастического телесериала «Секретные материалы», но Сноу также написал музыку для «Тысячелетия» Криса Картера и большое количество музыкального сопровождения для обоих сериалов, что в общей сложности составило 12 сезонов. В «Секретных материалах» обычно использовалось больше инструментальной музыки, чем в большинстве часовых драм.
Он также написал музыку для сериала «Тайны Смолвиля» и даже для видеоигр, например, Syphon Filter: Dark Mirror и Giants: Citizen Kabuto. Написал музыку для сериалов «Её звали Никита», «Говорящая с призраками», «Холм одного дерева», «Сумеречная зона».
Скончался 4 июля 2025 года у себя дома в Коннектикуте.

## Фильмография
- 20 000 лье под водой
- Секретные материалы
- Тысячелетие
- Говорящая с призраками
- Её звали Никита
- Тайны Смолвиля
- Катастрофа в шахте № 7
- Уличные войны
- Вашингтонский снайпер: 23 дня страха
- Одинокие стрелки
- Холм одного дерева

## Награды
Он был выдвинут на 12 наград «Эмми» и получил 18 наград Американского общества композиторов и авторов (англ. ASCAP).